# Караколь (Белиз)
Карако́ль или Эль-Карако́ль (исп. Caracol, El Caracol) — памятник цивилизации майя и столица царства Канту. Находится в районе Кайо, Белиз. Развалины расположены в 40 км к югу от другого известного города майя, Шунантунича, а также от Сан-Игнасио. В древние времена город назывался Ошуица.

## Правители Караколя (Канту)
- Те-Каб-Чак (331—349)
- Как-Ухоль-Кинич I (470—484)
- Яхав-Те-Кинич I (484—514)
- неизвестный царь (514—531)
- Кан I (531—534)
- Яхав-Те-Кинич II (553—593/603)
- Кнот-Ахав (599/603-613)
- Кан II (618—658)
- Как-Ухоль-Кинич II (658—680)
- Цяах-Как (>687>)
- Тум-Йоль-Кинич (793—798)
- Кинич-Хой-Кавиль (798—810)
- Кинич-Тобиль-Йопаат (810—830)
- Кан III (>849>)
- неизвестный царь (>859>)